# Coztzitzimitl
Les Coztzitzimitl sont, dans la mythologie aztèque, un groupe de Tzitzimime à peau jaune. Entre eux, il existait quatre groupes indépendants, lesquels sont appelés Iztactzitzimitl (démons blancs), Itlatlauhcatzitzimitl (démons rouges), Xoxouhcaltzitzimitl (démons bleus).